# 책의 우주
책의 우주(프랑스어: N'esperez pas vous debarrasser des livres)는 이탈리아와 프랑스를 대표하는 두 지성 움베르트 에코와 장클로드 카리에르의 대담집이다. 디지털 시대의 책의 가치를 되짚거나 책의 역사와 흥망성쇠를 논하기도 하고, 책의 미래를 점치기도 한다. 이 책의 한국어판은 임호경이 번역했다.